# Keiko Kishi
Keiko Kishi (jap. 岸 惠子, ur. 11 sierpnia 1932 w Jokohamie) – japońska aktorka.

## Życiorys
W latach 1956 – 1975 była żoną francuskiego reżysera Yves'a Ciampiego. W 1961 zdobyła Błękitna Wstęgę, nagrodę Stowarzyszenia Krytyków Filmowych z Tokio, w kategorii najlepsza aktorka, za film Młodszy brat, a w 2002 Ryuu Masayuki, nagrodę Japońskiej Akademii Filmowej, dla najlepszej aktorki za film Kah-chan. Ponadto do Ryuu Masayuki była nominowana w 1978, jako najlepsza aktorka, za film Akuma no temari-uta i w 2002, jako najlepsza aktorka drugoplanowa, za film Samuraj – Zmierzch.

## Filmografia
- 1951 Świetnie być młodym jako Nobuko
- 1952 Honjitsu kyûshin jako Taki-san
- 1952 Yatarô gasa: zenkôhen jako Oyuki
- 1953 Shishi no za jako Osome
- 1954 Bunt dziewcząt jako Tomiko Takioka
- 1956 Wczesna wiosna jako Chiyo Kaneko
- 1956 Pokój o grubych ścianach jako Yoshiko
- 1957 Kraina śniegu jako Komako
- 1957 Tajfun nad Nagasaki jako Noriko
- 1960 Młodszy brat jako Gen
- 1961 Qui êtes-vous, Monsieur Sorge? jako Yuki Sakurai
- 1961 Kuroi junin no onna jako Ichiko Ishinoshita
- 1962 Spadek jako Yasuko
- 1963 Rififi w Tokio jako Asami
- 1964 Kwaidan, czyli opowieści niesamowite jako Kobieta Śniegu
- 1965 Pianole jako Nora
- 1972 Miłość straceńców jako Keiko
- 1973 Otoko wa tsurai yo: Watashi no tora-san jako Ritsuko
- 1974 Yakuza jako Eiko Tanaka
- 1975 Ame no Amsterdam jako Nakatsu
- 1975 Skamieliny jako Kobieta (Śmierć)
- 1976 Mastermind jako Nikki Kono
- 1977 Akuma no temari-uta jako Rika Aoike
- 1978 Królowa pszczół jako Hideko Kamio
- 1979 Yami no karyudo jako Omon
- 1983 Śnieżek jako Tsuruko Makioka
- 1991 Tenkawa densetsu satsujin jiken jako Toshiko Nagahara
- 2001 Kah-chan jako Okatsu
- 2002 Samuraj – Zmierzch jako Ito
- 2003 Jesień w Warszawie jako Dorosła Yoko
- 2005 Hotaru no haka jako Natsu Mitsumura
- 2007 Kamikaze - Boski Wiatr jako Torihama